# Irmelie Krekin
Irmelie Krekin, född 16 november 1965 i Kangaslampi, Finland, är en autodidakt svensk fotograf och filmare, bosatt och verksam i Stockholm.
Sedan 2009 har hon arbetat med projektet Last Summer (arbetsnamn), rekonstruerade barndomsbilder i gränslandet mellan det dokumentära och det iscensatta.
Bildsviten Girl and the ocean (2009) kom att bli avstampen till detta fortfarande pågående projekt. Så här beskriver Sara Villius bilderna: "Fotografierna är spänningen mellan dröm och verklighet, mellan omedvetenhet och medvetenhet, mellan den som betraktar och den som betraktas. Det är vackert, mjukt och nära och därför också sårbart." Andra delar av detta arbete, som The melancholy of silence har ställt ut bland annat på New York Photo Festival 2012.

## Bakgrund
Irmelie Krekin kom från Finland till Sverige som barn och växte upp i Göteborg. Vid 17 års ålder flyttade hon till Stockholm där hon kort därefter köpte sin första kamera och kom att lära känna Kary H Lasch som blev hennes mentor och vän. I början av 1990-talet gjorde hon sina första frilansjobb som fotograf, bland annat Ultra, PRAT och ETC.
I mitten av 1990-talet började Irmelie Krekins bilder att bli ett återkommande inslag i tidskrifter som Pop, Bibel samt Svenska Dagbladet City. Hennes okonventionella bildberättelser kom att bli mycket uppmärksammade och därmed kända av en bredare publik.

## Tidiga arbeten
I bildsviten Vädret i morgon tisdag är hennes närmaste vänskapskrets av unga kvinnor avbildade i sommaridylliska situationer. Bilderna är pastelliga med känsla av 1960- och 1970-tal. Den första anblicken av sommaridyll visar sig snart vara fel. De unga kvinnorna möter betraktarens blick, där de står i sommartunna kläder, vagt leende mot kameran. De bär spår av att något obehagligt har hänt, ändå vacklar de inte med blicken, ännu mindre skyler sina kroppar.
På en helsida i SvD City (25/8 1995) skriver Clemens Poellinger om denna Krekins första separatutställning: "motiven är i sin otäckhet stans just nu intressantaste och mest gripande fotoutställning".

## Utställningar
- 2012    The melancholy of silence" New York photo festival, New York, New York[6]
- 2009    Girl and the ocean gallery Sacré Coeur, Stockholm
- 1995   Vädret imorgon tisdag  Bildhuset, Stockholm

## Diskografi, konvalut (urval)
- 2012 Linnea Henriksson - Till mina älskare och älskade
- 2003 Lisa Nilsson -  Samlade sånger 1992–2003
- 2001 Lisa Miskovsky - Lisa Miskovsky
- 1999 Yasue Sato - Jasuen
- 1999 Sophie Zelmani - Time to Kill
- 1998 Hideki Kaji - Tea
- 1997 The Wannadies - Bagsy Me
- 1997 Cajsalisa Ejemyr - först nu
- 1996 Staffan Hellstrand - 'Pascha Jims dagbok
- 1996 Sophie Zelmani - Sophie Zelmani
- 1996 Pineforest Crunch - Make Belive
- 1996 Nils Erikson - Silver i ditt hår
- 1995 Olle Adolphson - På gott och ont
- 1994 The Wannadies - Be a Girl
- 1994 Easy - Sun Years

## Videor (urval)
- The Wannadies,You and me song, (1994)

## Stipendier
- Konstnärsnämndens 2 årliga arbetsstipendium (2010)[7]